# Sportfreunde Salzgitter
Sportfreunde Salzgitter war ein Sportverein aus dem Salzgitterer Stadtteil Lebenstedt. Die erste Fußballmannschaft der Männer spielte 16 Jahre in der höchsten niedersächsischen Amateurliga und nahm dreimal am DFB-Pokal teil. Die erste Fußballmannschaft der Frauen spielte zwei Jahre in der Regionalliga Nord. 

## Geschichte
Mitten im Zweiten Weltkrieg wurde im Jahre 1941 der VfL Lebenstedt gegründet, dessen Fußballabteilung ein Jahr später den Namen Sportfreunde Lebenstedt annahm. Im Jahre 1965 wurden daraus die Sportfreunde Salzgitter. Zuvor spaltete sich im Jahre 1954 der Verein Fortuna Lebenstedt von den Sportfreunden ab. Im Jahre 1999 teilten sich die Sportfreunde in drei Vereine auf. Die Fußballer blieben unter ihren Namen bestehen. Die Ruderabteilung gründete den Ruderclub am Salzgittersee, während die restlichen Abteilungen den SC Salzgitter Sportfreunde ins Leben riefen. 

### Männerfußball
1949 gehörten die Sportfreunde zu den Gründungsmitgliedern der Amateurliga 4. Vier Jahre später wurde die Mannschaft hinter dem Lokalrivalen SV Union Vizemeister. Schließlich wurden die Sportfreunde 1958 Meister und schafften den Aufstieg in die damals zweitklassige Amateuroberliga Niedersachsen-Ost. Gleichzeitig avancierte der Verein zum Pokalschreck. 1957, 1961, 1964 und 1975 wurde der Niedersachsenpokal gewonnen. Im Norddeutschen Pokal schaltete man Hannover 96 durch Losentscheid aus. 1961 stiegen die Sportfreunde wieder in die Amateurliga ab.
Die Rückkehr ins niedersächsische Oberhaus gelang 1963. Wegen einer Ligenreform stiegen die Sportfreunde allerdings prompt wieder ab und stiegen 1965 als erster Meister der neu geschaffenen Verbandsliga Ost wieder auf. Auch dieses Mal verpasste die Mannschaft den Klassenerhalt. Erst nach dem erneuten Aufstieg im Jahre 1970 konnte man sich längerfristig im niedersächsischen Oberhaus etablieren. 1972 wurde als Fünfter die Aufstiegsrunde zur Regionalliga Nord knapp verpasst, drei Jahre später mit Rang vier die beste Platzierung der Vereinsgeschichte erreicht. 
In der Saison 1975/76 nahmen die Sportfreunde zum zweiten Mal nach 1961 am DFB-Pokal teil. In der ersten Runde unterlag die Mannschaft den SV Weiskirchen mit 0:1. Ein Jahr später setzten sich die Sportfreunde zunächst mit 2:1 gegen den Hülser FC durch, ehe die Amateure des FC Bayern München in Runde zwei durch ein 2:1 für das Ausscheiden der Salzgitterer sorgten. 1977 stieg die Mannschaft aus der Landesliga ab und rutschten zwei Jahre später wegen einer erneuten Ligenreform auf Bezirksebene ab. Erst 1985 kehrte man in die Landesliga Braunschweig zurück und schaffte 1994 den Aufstieg in die Niedersachsenliga Ost.
Zur Saison 1997/98 zog sich der Hauptsponsor zurück und die Sportfreunde wurden mit ganzen sieben Punkten abgeschlagen Letzter und wurden ein Jahr später in die Bezirksliga durchgereicht. 2002 stieg die Mannschaft mit nur drei Punkten aus der Bezirksliga ab, ehe ein Jahr später mit nur einem Punkt der Abstieg aus der Bezirksklasse folgte. Beim VfB Peine verloren die Sportfreunde mit 0:17. Im Jahre 2008 gelang der Aufstieg in die Kreisleistungsklasse Salzgitter. Ein Jahr später wurde die Mannschaft abgemeldet und nimmt seitdem nicht mehr am Spielbetrieb teil.
Die Sportfreunde brachten mit Peter Kleeschätzky, Peter Lux und Martin Przondziono drei Bundesligaspieler hervor.

### Frauenfußball
Die erste Frauenmannschaft der Sportfreunde spielte zwischen 1993 und 1995 in der damals zweitklassigen Regionalliga Nord. Nach einem neunten Platz in der Saison 1993/94 folgte ein Jahr später als abgeschlagener Tabellenletzter der Abstieg. Dabei blieb die Mannschaft sieglos und erreichte lediglich zwei Unentschieden. In der Saison 2008/2009 wurde die Frauenmannschaft Bezirksligameister, jedoch stieg sie in den folgenden zwei Jahren zweimal ab, so dass sie nun in der Kreisliga spielen. Im Jahr 2010 wechselte die gesamte Mannschaft zum MTV Lichtenberg.